# Dan Namingha

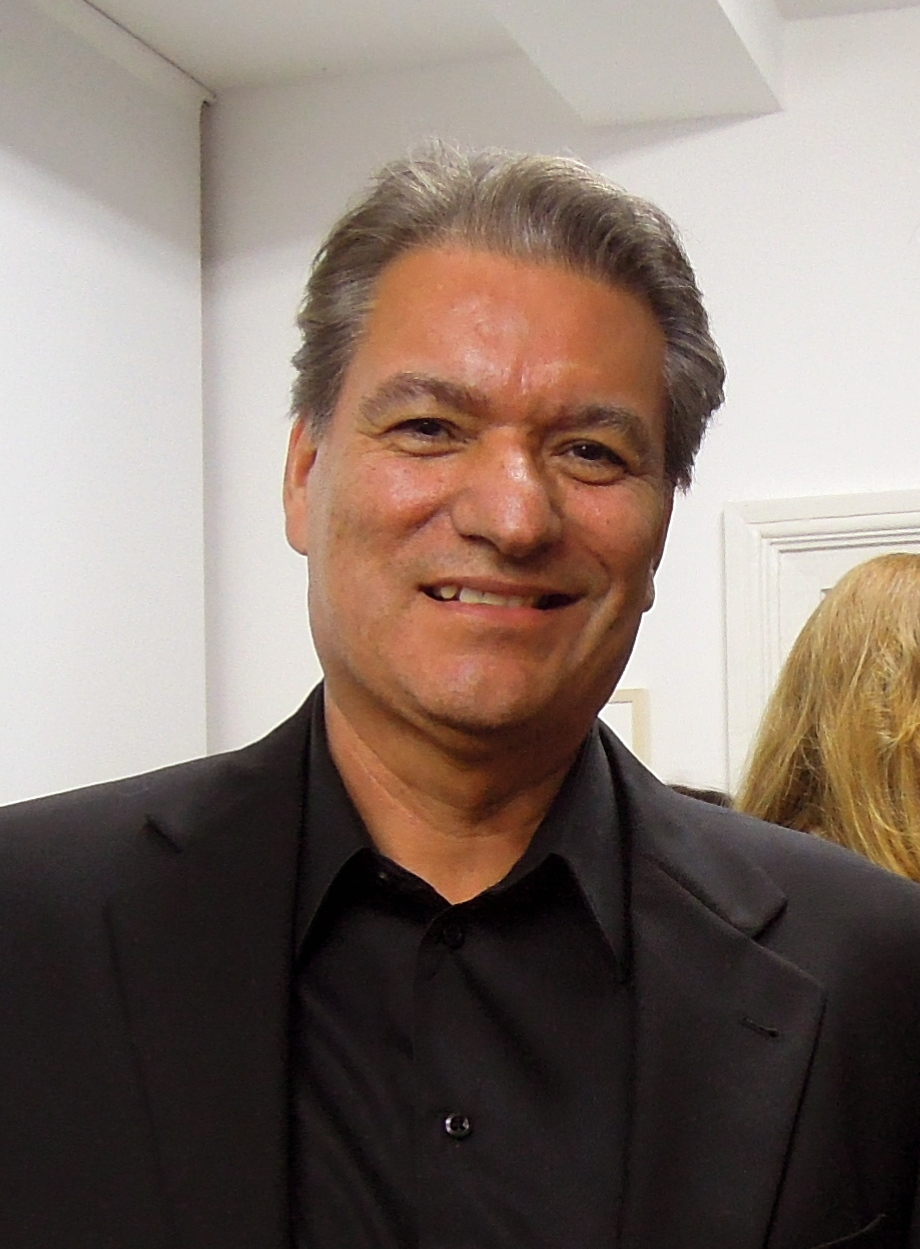
Dan Namingha

Dan Namingha (* 1950 in Keams Canyon, Arizona) ist einer der bedeutendsten indianischen Künstler Nordamerikas. Der zeitgenössische Maler und Bildhauer gehört den Hopi an und verknüpft Tradition mit moderner Kunst.

## Familie und Ausbildung
Dan Naminghas Urgroßmutter Nampeyo belebte zu Beginn des 20. Jahrhunderts die Tradition der Hopi-Keramik neu. Seine Großmutter, seine Mutter und seine Schwester sind heute bekannte Töpferinnen. Dan Naminghas Großvater und sein Onkel sind als Schnitzer von Kachina-Figuren bekanntgeworden.
Namingha studierte an der University of Kansas, der Academy of American Art in Chicago und am Institute of American Indian Art in Santa Fe (New Mexico), wo er heute auch lebt.

## Werk
Die Weite des Lebensraums der Hopi-Indianer und ihre Symbole spiegeln sich in Naminghas Bildern und Skulpturen wider. Sie bestimmen Themen und Formen seiner Werke und drücken sich auch in den von ihm verwendeten Farben wie Senfgelb, Purpur, Türkis, Rot und Schwarz aus. Bereits 1979 schrieb der San Francisco Chronicle anlässlich einer Namingha-Ausstellung:

„Dan Namingha ist wohl der begabteste, originellste und wichtigste indianische Künstler im heutigen Amerika. Dies spricht aus der Großartigkeit seiner Abstraktionen und aus der Art und Weise, wie er sich die Natur (und seine Traditionen) in seiner überaus kreativen Fantasie zu Nutze macht ...“

### Ausstellungen und Sammlungen
Namingha hat an einer Vielzahl von Einzel- und Gruppenausstellungen in den USA und Europa teilgenommen. Im Sommer 2012 stellte er auch in Deutschland aus. Seine Bilder, Zeichnungen und Skulpturen sind im Bestand zahlreicher wichtiger öffentlicher und privater Sammlungen, darunter das National Museum of American Indian Art des Smithsonian Institution in Washington, D.C., Kunstmuseen wie die in San Francisco, Denver oder Dallas, das Harvard University Fogg Art Museum in Boston sowie Sammlungen wie die der NASA oder des US-Innenministeriums. Sein mit 3 × 9 m größtes Gemälde hängt im Flughafen Phoenix.

## Auszeichnungen
- 1995 wurde Dan Namingha mit dem Kunstpreis des Staates New Mexico ausgezeichnet.
- 2009 erhielt er die Ehrendoktorwürde des Institute of American Indian Art (IAIA).
- 2012 ehrte das Heard Museum in Phoenix (Arizona) ihn und seine Söhne Arlo und Michael als Künstler des Jahres mit einer umfangreichen Ausstellung.